# Ервин Катнић
Ервин Катнић (2. септембар 1921 — 4. јануар 1979) био је југословенски и хрватски фудбалер који је играо за репрезентацију Југославије на Свјетском првенству у фудбалу 1950. године. Читаву своју фудбалску каријеру провео је у сплитском Хајдуку.